# 威廉·雅辛斯 (拿騷-錫根)
威廉·雅辛斯（荷蘭語：Willem Hyacinth，1667年4月3日—1743年2月18日），拿騷-錫根親王（天主教分支），拿騷王朝的成員。
1707年，新教分支的腓特烈·威廉·阿道夫佔領了拿騷-錫根，威廉·雅辛斯流亡至哈達馬爾向親王法蘭斯·亞歷山大尋求庇護。1743年威廉·雅辛斯於當地去世，享年76歲。